# Be Alright (Dean Lewis)
Be Alright is een single van de Australische zanger Dean Lewis. De single kwam uit in juni 2018 als eerste single van Lewis' debuutalbum A Place We Knew. De single haalde de nummer 1-plaats in België, maar ook in zijn thuisland Australië.